# Мишоловка (п'єса)
«Мишоловка» (англ. The Mousetrap) — детективна п'єса англійської письменниці Агати Крісті, написана в 1952 році. Складається із двох дій. Вперше п'єса була поставлена в Вест-Енді у Лондоні в тому ж році й успішно йде дотепер. На цей момент налічується понад 25 000 спектаклів, що є абсолютним рекордом безперервності вистав. П'єса знаменита також несподіваною розв'язкою. Наприкінці кожного спектаклю глядачів просять не розповідати, чим вона закінчується. 

## Сюжет
У Лондоні скоєно вбивство. Біля тіла жертви, Морін Лайон, знаходять записну книжку. Поліція повідомляє по радіо, що розшукується підозрюваний у вбивстві: чоловік у темному пальті, світлому шарфі й фетровому капелюсі. У пансіоні «Монксуелл-менор», що належить молодій подружній парі Релстонів, починають збиратися гості. Через снігопад вони виявляються замкненими в готелі. Усі розуміють, що вбивця жінки з Калвер-стріт перебуває у кімнаті.

## Дієві особи
- Моллі та Джайлз Релстони - молодята, хазяї пансіону «Монксуелл-менор»
- Кристофер Рен — архітектор
- Місіс Бойл — сувора літня дама, колишня суддя
- Міс Кейсвелл — гостя
- Майор Меткаф — військовий у відставці
- Містер Паравічіні — іноземець
- Сержант поліції Троттер — поліціянт, який розслідує справу про Лонґрідзьку ферму

## В Україні
В Україні вистави за цією п'єсою можна побачити у Києві (театр "Колесо", дотепер), Кам'янському (Академічний музично-драматичний театр імені Лесі Українки, прем'єра відбулася 23 березня 2023 року) та Харкові (Харківський академічний драматичний театр, до 2022).
З 2014 року і дотепер Мишоловку можна подивитися у Київському театрі "Колесо". Вистава відбувається на постійній основі у камінній залі театру, на відстанні витягнутої руки від глядачів, що дає відчуття безпосередньої участі гостей у п'єсі. Наприкінці вистави глядачів традиційно просять нікому не розкривати ім'я вбивці. 
Дніпро, 2024 рік: Театральна студія "Флора" порадувала глядачів постановкою класичної детективної п'єси Агати Крісті "Мишоловка". Режисерський задум вистави був оригінальним та цікавим. Кожному персонажу п'єси було присвоєно певний колір, який візуально допомагав глядачам слідкувати за розвитком сюжету та підозрюваними. Це рішення додало виставі динамізму та підкреслило хитросплетіння сюжетних ліній. Мишоловка йшла 9 днів, із 9-ма можливими складами, глядачі обрали найкращих акторів на свою роль 
| №       | Джайлз Релстон   | Моллі Релстон                         | Монсеррат Кабальє | Місіс Бойлер                         | Леслі Кейс                 | Міс Мюрпл                         | Майор Старлінг                            | Сержант Троттер                                 |
| ------- | ---------------- | ------------------------------------- | ----------------- | ------------------------------------ | -------------------------- | --------------------------------- | ----------------------------------------- | ----------------------------------------------- |
| 1 місце | Ігор Федотов     | Діана Прищепа                         | Катерина Карпенко | Анастасія Авдеюк/Єлізавета Гаврилова | Кирило Катюха/Солар Колбін | Катерина Бабічева/Поліна Яхновець | Вероніка Талама/Софія Лябах/Аріна Ханцель | Кіра Волошина/Маргарита Крупенчік/Софія Головко |
| 2 місце | Родіон Шаталов   | Маргарита Пшенічнікова/Валерія Первій | Марія Коваленко   | Марта Заводовська                    | Олександра Цепеш           | -                                 |                                           |                                                 |
| 3 місце | Микола Назаренко | -                                     | -                 | Олександра Цепеш                     | -                          | -                                 |                                           |                                                 |